# Вичуга
Вичуга (рус. Вичуга) град је у Русији у Ивановској области. Према попису становништва из 2010. у граду је живело 37583 становника.

## Становништво
| 1939.  | 1959.  | 1970.  | 1979.  | 1989.  | 2002.  | 2010.  |
| ------ | ------ | ------ | ------ | ------ | ------ | ------ |
| 46.931 | 51.676 | 52.597 | 51.963 | 49.745 | 40.870 | 37.583 |